# 犹他州州旗
蜂窩之旗是美國猶他州的官方旗幟。由不規則的藍、白、紅橫條組成，白色區塊內包含一金色輪廓的藍色六邊形，六邊形內上有一金蜂窩，下有五角白星。
上一面州旗被重新命名為「歷史州旗」，並保留了該州的共同官方地位。此州旗全年在猶他州議會大廈與全州範圍內的特殊場合懸掛。普通公民也可隨時懸掛歷史州旗。

## 象徵意義

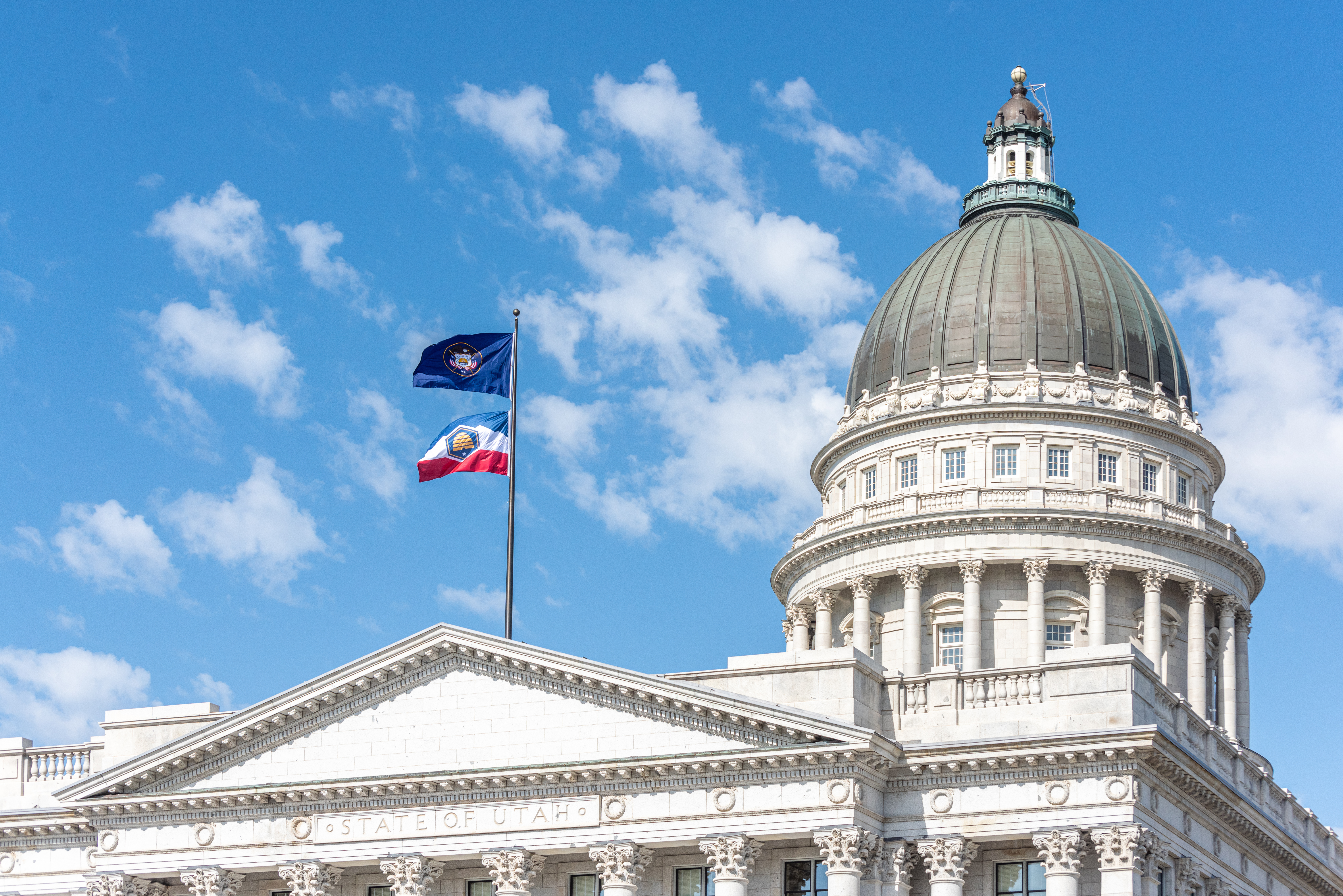
在正式採用新州旗之前，歷史州旗（上）與新州旗（下）飄揚在猶他州議會大廈上空

上方的藍色條紋象徵著猶他州廣闊的天空與湖泊以及信仰、知識、自由等基本原則。中間的白色條紋代表著猶他州白雪皚皚的山峰，喚起和平，並向該州的八個部落民族致敬。下方的紅岩峽谷條紋象徵猶他州南部雄偉的地形與堅韌不拔的精神，與美國國旗上的紅色元素相呼應。金色的六邊框與蜂窩代表繁榮、團結與猶他州的座右銘「工業」。蜂巢下方有一顆五角星，表希望並紀念1896年猶他州建州，成為美國國旗上的第45顆星，是該州對國家的忠誠。

### 配色方案
州旗指定的顏色如下：
| 犹他州 | 藍         | 白          | 紅          | 黃         |
| ------ | ---------- | ----------- | ----------- | ---------- |
| CMYK   | 90-60-0-71 | 0-0-0-0     | 0-99-100-33 | 0-28-89-0  |
| HEX    | #071D49    | #FFFFFF     | #AA0200     | #FFB81D    |
| RGB    | 7-29-73    | 255-255-255 | 170-2-0     | 255-184-29 |

## 歷史

### 建州前

#### 摩門教先驅旗
- 2002年重製
- 替代重製

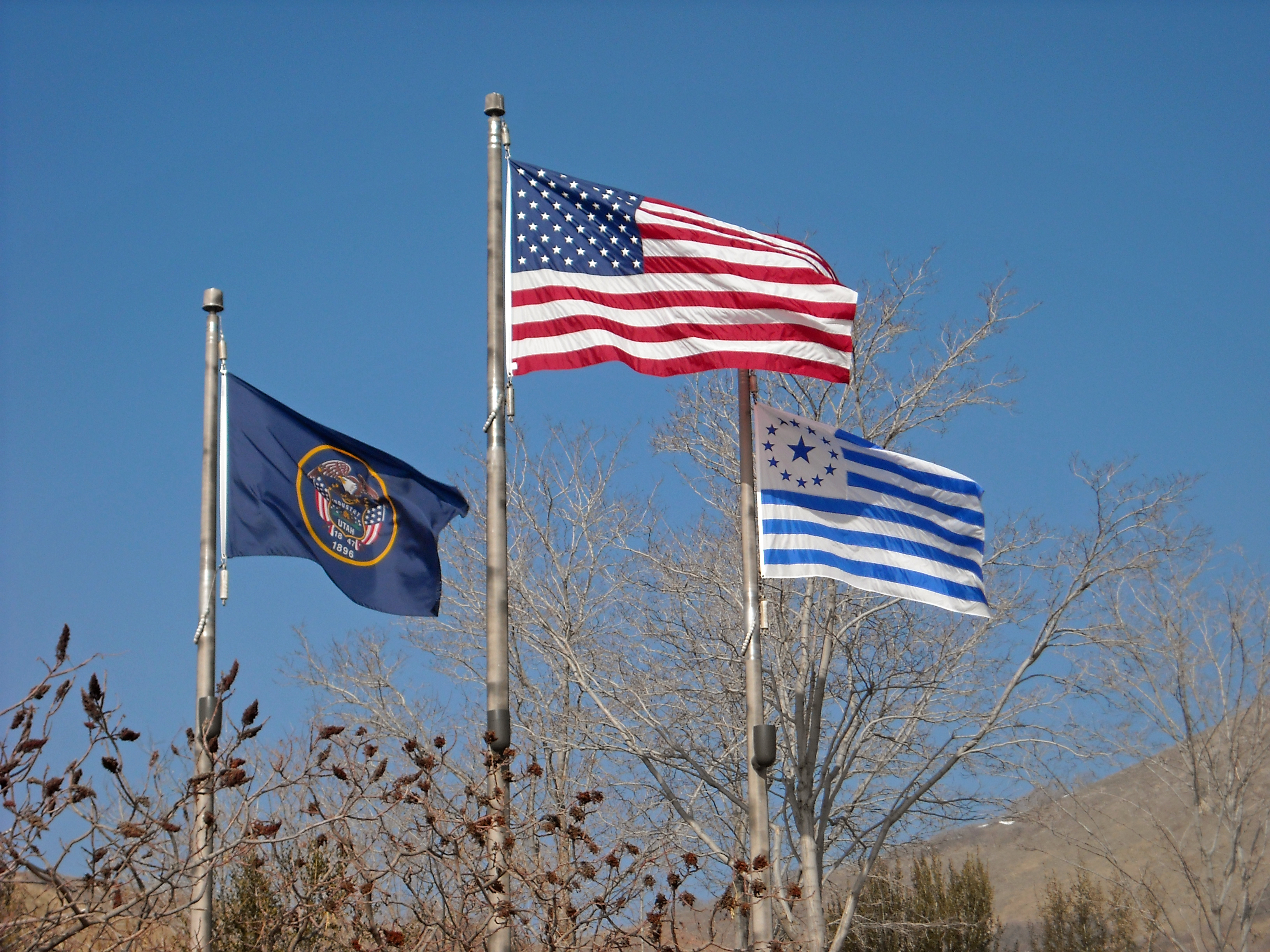
美國國旗（中）、2011年前的猶他州州旗（左）與摩門教先驅旗（右）

據稱，這面旗幟由議會在1848年設計的，是聖徒慶祝他們的首個先驅日時設計的第一面旗幟。這面旗幟在1850年代遺失，但後來由耶穌基督後期聖徒教會在2002年重製，且此後一直飄揚在少尉峰上。根據當代報道，1877年的楊百翰葬禮與1880年的耶穌基督後期聖徒教會金禧慶典上也曾懸掛過類似的旗幟。目前沒有可用的歷史文獻能支持這面旗幟。

#### 德撒律州旗
- 重製的早期德撒律州旗之一
- 猶他時期的納府軍團（英语：Nauvoo Legion）騎兵儀仗旗

據大多數描述，德撒律州旗與猶他州州旗相似，但由於它沒有標準化，因此也使用了其他多種世俗和宗教的替代旗幟。

#### 猶他領地

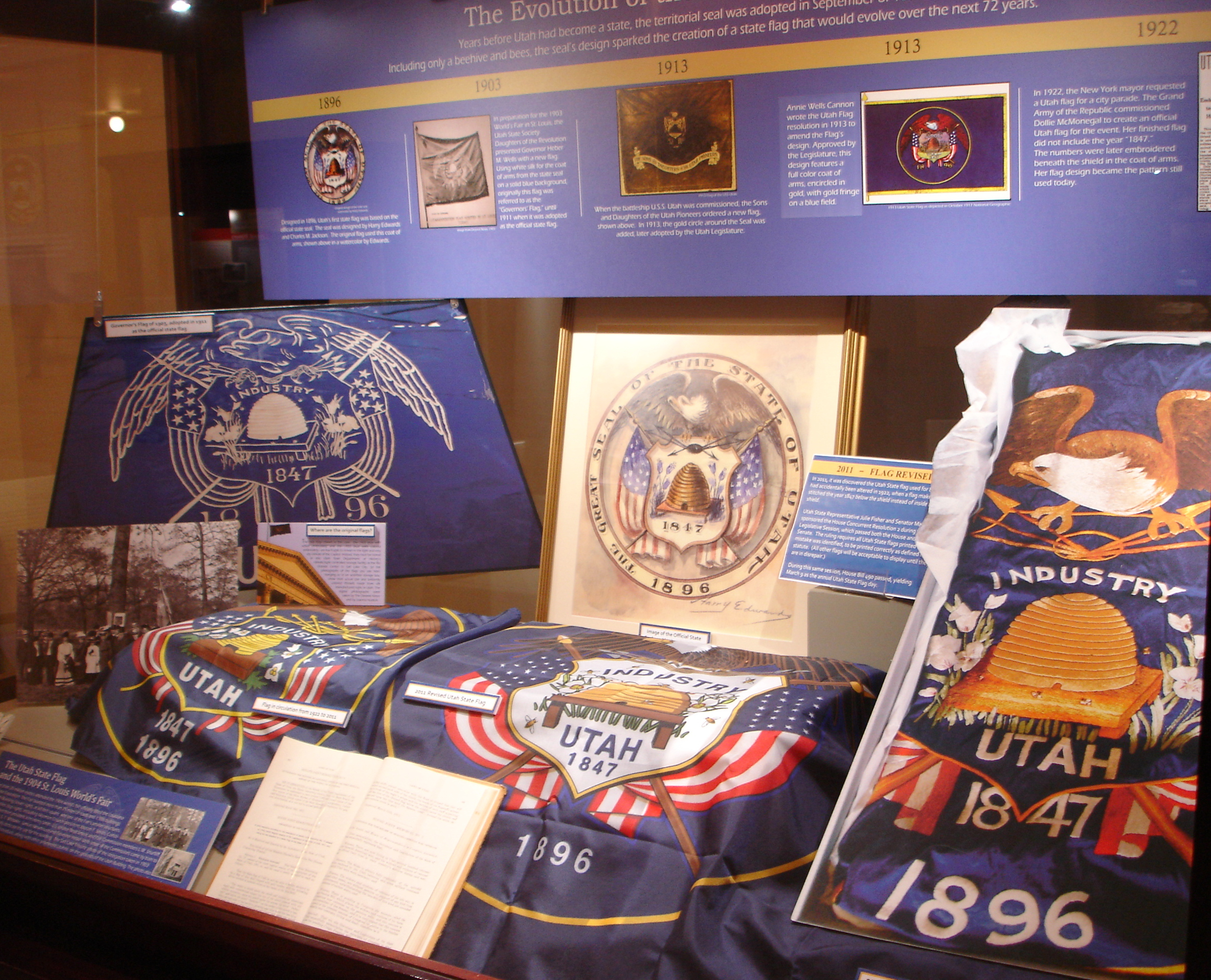
猶他州議會大廈內介紹州旗歷史的展覽

- 猶他領地旗[12]

帶有猶他領地舊紋章的藍色織物。目前沒有證據表明猶他領地旗在猶他領地存在期間（1850—1896年）被製作成實際懸掛的旗幟，儘管此後製作了複製品。

### 猶他州

#### 1903年設計
- 猶他州州旗（非官方，1903—約1909年）
- 猶他州州旗（非官方，約1909—1911年）
- 猶他州州旗（1911—1913年）

州旗的基本設計採用了猶他州議會在1896年4月3日通過的猶他州州徽。該州徽由《鹽湖先驅報》的犯罪記者查爾斯·M·傑克孫（Charles M. Jackson）與藝術家兼調酒師哈里·愛默特·愛德華茲（Harry Emmett Edwards）設計，與猶他領地的紋章有相似之處。第一面猶他州州旗在1903年3月製作，用在密蘇裡州聖路易斯舉行的路易斯安那購地博覽會上。猶他州州長希伯·M·威爾斯要求猶他州革命之女協會（請勿將其與美國革命之女混淆）監督旗幟的製作。1903年5月1日，州長與他的代表團在新州旗下參與了各州遊行。旗幟為藍色，中央用白線手工繡有州徽與年號「1896」。最初，這面旗幟被稱為「州長旗」，直到1911年3月9日參議院第17號聯合決議獲得立法機構通過，才成為正式的州旗。

#### 1913年設計
- 猶他州州旗（1913—1922年）
- 猶他州州旗（1922—2011年）
- 猶他州州旗（2011—2024年）[17]
- 猶他州州旗（增強版，2011—2024年）

1912年，猶他先驅之子女訂製了一面新採用的旗幟，準備贈送給剛服役的猶他號戰艦。當旗幟送達時，他們發現旗幟上的盾牌不是白色的，而是全彩色的，且製造商還在盾牌周圍加一金環。猶他先驅之女主席安妮·威爾斯·坎農沒有重新製作旗幟，而是提出了HJR 1法案，讓猶他州立法機構修法，允許製造商的修改成為官方州旗的一部分。在1913年6月25日被戰艦接收之前，新州旗在1913年1月在州議會大廈展出，然後在主街的ZCMI百貨公司窗戶與為紀念州旗而舉行的舞會上展出。
在2011年第59屆州立法會議期間，通過了一項共同決議（HCR002），要求旗幟製造商修正當時所有猶他州州旗上發現的錯誤。錯誤源於1922年，當時一名旗幟製造商將年份1847縫在1896的上方，而非盾牌上的正確位置。據信自1922年以來，每一面州旗皆以此旗幟為藍本製作，而這一錯誤持續了89年。同年同屆會議上，第490號眾議院法案通過，將每年3月9日定為猶他州州旗日。

##### 1927年重新設計嘗試
- 擬議的猶他州州旗（1927年）[14]

1927年，時任州長乔治·德恩在猶他州議會發表講話時，要求該州採用一面更簡單的旗幟，且這種旗幟可以快速、廉價地製造，並能與美國國旗一同飄揚。事情無動於衷，直至1930年，來自奧格登的旗幟愛好者莉莉貝爾·法爾克（Lilliebell Falck）向他提出幾種簡化的設計後，才有了下文。她最喜歡的圖案設計是個白蜂窩，蜂窩上有28條線，代表猶他州的郡。然而，隨著猶他先驅之子女對設計的反對聲越來越大，該設計最終在當年晚些時候被廢棄。

##### 鹽湖論壇報設計競賽（2002年）
- 設計3
- 設計5
- 設計8
- 設計10
- 設計11
- 設計12
- 設計13
- 設計14
- 設計15
- 設計16
- 設計18
- 設計19（版本1）
- 設計19（版本2）
- 設計20
- 設計21
- 設計22
- 設計23
- 設計25
- 設計29
- 設計31
- 設計32（版本1）
- 設計32（版本2）
- 設計34

2002年，《鹽湖論壇報》與北美旗幟學協會一同徵集新州旗的設計方案。共收集了1,000多種設計，後選出前35名進行評審。然而，政府無一採用此競賽中的任何旗幟。

#### 2024年設計

擬議的猶他州州旗（2019 年）

- 目前的猶他州州旗（2024年至今）

2018年，州眾議員史蒂夫·漢迪與凱文·斯特拉頓提出了兩種不同的方法來更新猶他州州旗。漢迪提議成立旗幟委員會來接受公眾意見與設計，最終目標是向立法機關提出新旗幟。斯特拉頓則提出單獨立法，採用特定的旗幟設計。猶他州眾議院對於讓公眾參與委員會工作的提議較為支持，但最終這兩項努力皆在2019年以失敗告終。
眾議員漢迪在2020年提出另一項法案——將2011年的設計保留為「歷史州旗」。然而，這項努力在眾議院政治分區委員會因票數平手而陷入僵局。
在2020年重新設計工作失敗後，州參議員丹尼爾·麥凱在猶他州參議院發起了一項法案。為了準備辯論，參議院與眾議院觀看了羅曼·瑪斯的TED演講：「為什麼市旗可以是你從未注意過的最壞設計」。除了TED演講，猶他爵士隊的首席設計師本·巴恩斯（Ben Barnes）還為立法者分享了一套原型設計。
2021年，參議員麥凱另發起一項法案，要求成立一個工作小組來重新設計猶他州州旗。該法案還指定了一面官方旗幟，以紀念猶他州建州125周年。法案在眾議院與參議院通過，並由州長斯賓塞·考克斯簽署成為法律。
- 猶他州紀念旗（2021年）

2022年，猶他州州旗工作小組接受公眾提交的設計作品。共收到5703份設計稿，其中2500份由學生提交。9月，20份入圍半決賽的設計作品公佈，並要求猶他州州民提交回饋意見，在為期一個月的意見徵詢期內，共收到44,000份調查回覆，意見徵詢完後，工作小組將前5名設計參選決賽。
2022年11月10日，工作小組向猶他州議會提交最終提案，希望將其作為官方州旗。2023年1月18日，猶他州參議院商業和勞工委員會以6比1的投票結果將州旗提交給州參議院，麥凱表示，他希望新的州旗設計能在3月3日前送達斯賓塞·考克斯的辦公桌。

最終選定的設計

2023年1月30日，州參議院以17比10的投票結果批准了第31號法案，並提交至州眾議院批准。但是，旗幟略有修改，五角星取代八角星，因一原住民選民對八角星表示擔憂，稱在遠處看更像是星號。在與部落首領協商後，改用5座山峰來代表猶他州的五個原始部落民族（納瓦霍、休休尼、戈舒特、南派尤特與猶他） 。
2023年3月2日，猶他州眾議院以40比35的票數批准了該法案，州參議院則以19比9比1通過對旗幟的修改，並將其提交給州長簽署。
2023年3月21日，猶他州州長斯賓塞·考克斯簽署更改新州旗的法案，同時也簽署了一項行政命令，正式確定了這項更改。法案與新州旗將在2024年3月9日生效。該法案還將先前的設計指定為官方歷史州旗，可以繼續供所有人使用。行政命令規定，歷史州旗每年每天都要在州議會大廈上空飄揚，一旦法案生效，兩面旗幟應分別懸掛在議會大廈的不同旗桿上。該命令還請求立法機關修改法案，允許新州旗與歷史州旗一同飄揚時，把新州旗懸掛在歷史州旗下方。
欣克利政治研究所在2023年3月進行的民調發現，48%的受訪者支持新州旗，35%的反對，17%的不知道。
2023年5月17日，猶他州議會大廈首次升起新州旗。

#### 企圖去除2024年州旗的行動
反對新州旗的民眾發起一運動，針對2023年是否採用新州旗的公投，希望保留舊州旗，儘管法案明定會保留歷史州旗。簽名運動失敗，最終僅收到21,030個經過驗證的簽名，而在向縣書記官提交所需的134,298個簽名中，只有不到50,000個簽名後，官方核查工作停下了腳步。
反對者再次發起簽名運動，將該議題作為一項倡議列入2024年的投票中。該活動也以失敗告終，收集了99,125個簽名（副州長辦公室在截止日期前只驗證了81,992個簽名，剩下的17,133個未驗證簽名仍不足以跨越134,298個簽名的門檻，從而獲得投票資格）。2024年2月8日，一個與該運動有關的團體對副州長提起聯邦訴訟，指控立法機構制定的公民倡議程序中有十項獨立條款違憲。該團體要求對所指控的違法行為進行禁令救濟，但所有指控均被駁回。兩天後，團體撤回了訴訟。
在2024年猶他州立法會議期間，眾議員菲爾·萊曼在猶他州眾議院提出了第436號眾議院法案。該法案本應廢除新州旗，但未能在委員會中推進。

## 延伸閱讀
- Haban, Rita D. . Lerner Publishing Group. 1989. ISBN 082251799X.

## 外部連結
- 猶他州州旗的存檔，存档日期2012-11-10.